# ベトナム武術

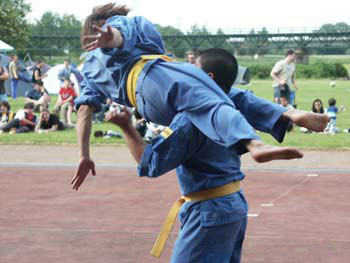
ベトナム武術の一例。首にハサミを飛ばす。相手は体をひねると地面に押し付けられる。

ベトナム武術（ベトナムぶじゅつ、Võ thuật cổ truyền Việt Nam, 武術古傳越南）は、漢族に由来するホア族由来の武術、チャム族由来の武術、先住民族のベトナム人 (キン族)由来の武術に大別できる。

## 現代のベトナム武術教室
ファイ（学校）と呼ばれる、ベトナム武術の現代的な様式には、次のものがある。
- VõthuậtBìnhĐịnh / BìnhĐịnhGia（ベトナム語版） - ビンディン省の伝統的な様式。
- ニート・ナム（ベトナム語版）
- ボビナム - guyộnLộcによって設立された。ViệtVõĐạoとも呼ばれる（Việt=ベトナム、Võ=武芸、Đạo=道、つまり越武道）。
- VõViệtNam（Cuton）またはVạĐạoofPhạmVănTan [1]

海外での普及
- NgôĐồngのCuong Nhu - O Senseiという日本語タイトルでも知られる。
- Tam Qui Khi-Kong - 現在ロシアで人気を誇る。
- 観気道 - フランスで中国武術とベトナム武術を融合させて作られた武術。

## 用語
- võsư - 師範
- võphục - 武道着
- võkinh - 武道経典
- BắcViệtvõ - ベトナム北部方式（北越武）
- quyền - Hùngkêquyền（ベトナム語版）、HồngGiaquyền（ベトナム語版、日本語版）、Lãomaiquyền（ベトナム語版）などの"拳"
- võthuậtBìnhĐịnh - ビンディン省におけるベトナム武道
- Đấuvật - リングレスリング（西洋のレスリングを意味することもある）
- đòntay - 打撃技
- chỏ - 肘打ち
- đá - 蹴り技
- gối - 膝蹴り
- Quyền 、SongLuyện、ĐaLuyện - 形稽古
- chiếnlược - 攻撃術
- Vậtcổtruyền - ベトナム相撲
- đòn chân tấn công - 相手を両脚で挟んで倒す技[2][3]
- côn - 棒
- kiếm - 剣
- daodài - ハルバード （「単語の意味は『ロングナイフ』）
- nhuyễntiên - ロープダーツ[4]/ チェーンホイップ